# Monnikskap
Monnikskap (Aconitum) is een geslacht van vaste planten uit de ranonkelfamilie (Ranunculaceae).
Het geslacht kent driehonderd tot vierhonderd soorten. De botanische naam is mogelijk afkomstig van het Griekse woord ἀκόνιτον, wat "zonder strijd" betekent. Een andere verklaring verwijst naar de berg Akonitos in Pontos. Volgens Plinius verwijst de naam naar de oude havenstad Aconis aan de Zwarte Zee.

## Beschrijving
De bloemen vormen meestal eindstandige trossen. Het bovenste bloemblad heeft de vorm van een helm of monnikskap, waaraan het geslacht zijn Nederlandstalige naam te danken heeft. De vijf bloembladen zijn geel, paars of blauw. De bladen zijn meestal diep gedeeld tot gespleten, zelden ongedeeld.

## Verspreiding
De soorten van dit geslacht komen vooral voor in de gematigde streken van het noordelijk halfrond. Van de driehonderd tot vierhonderd soorten komen er ruim tweehonderd voor in China. De voornaamste standplaatsen zijn vochtige bodems van bergweiden.
In Nederland en België komt slechts een soort van nature voor, de gele monnikskap (Aconitum vulparia). In de zomer van 1979 werd de blauwe monnikskap (Aconitum napellus) waargenomen in het Nederlandse natuurgebied 'Quakjeswater' bij Rockanje.
Soorten die in de bergen van Europa voorkomen:
- Aconitum anthora (Grote gele monnikskap)
- Aconitum lamarckii
- Aconitum lycoctonum
- Aconitum paniculatum
- Aconitum septemtrionale
- Aconitum stoerkianum (Tuinmonnikskap)
- Aconitum tauricum
- Aconitum variegatum (Bonte monnikskap)

Andere soorten buiten de Benelux:
- Aconitum fischeri

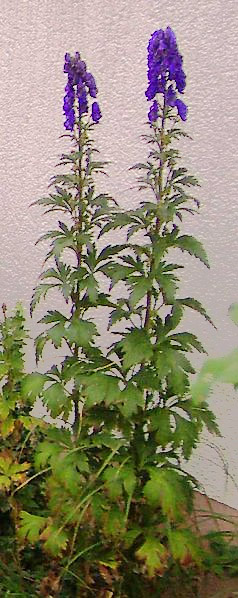
Aconitum napellus
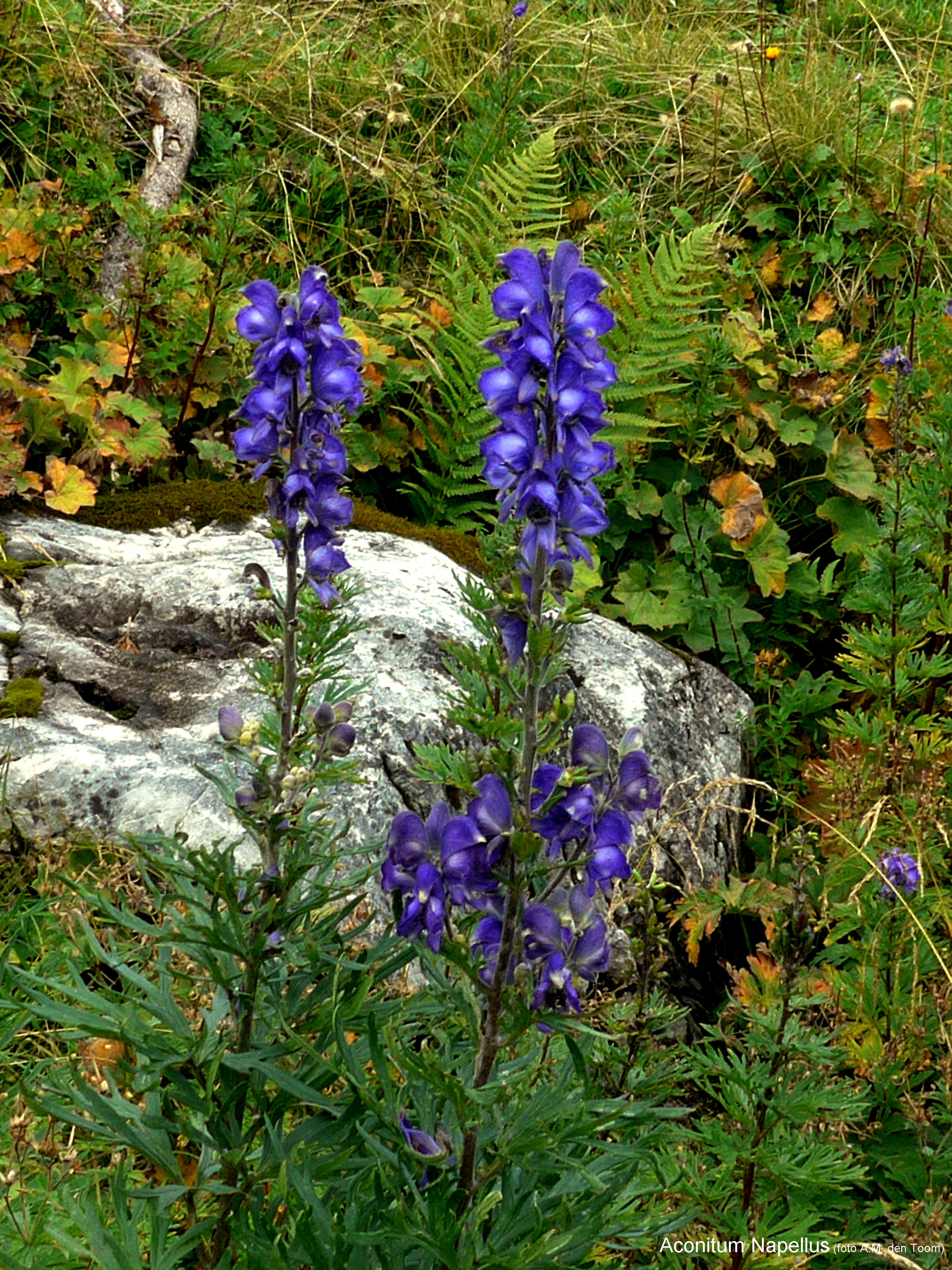
Aconitum napellus
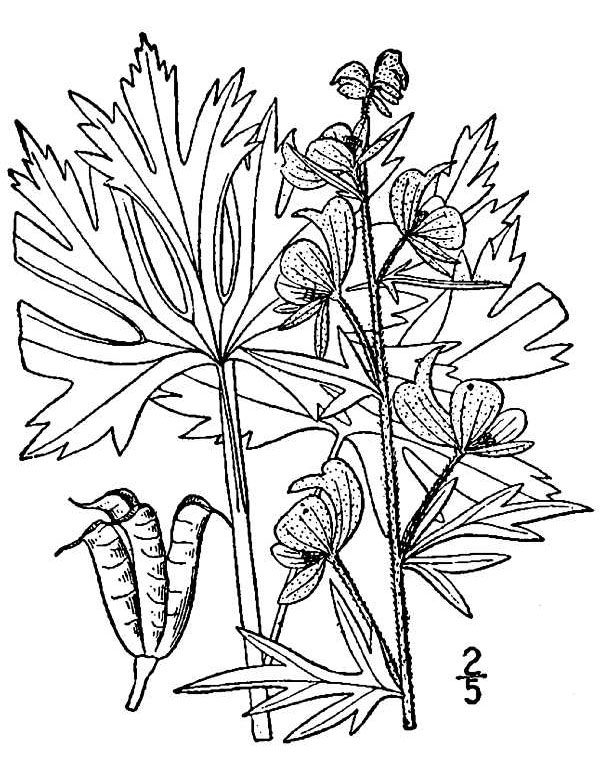
Aconitum noveboracense
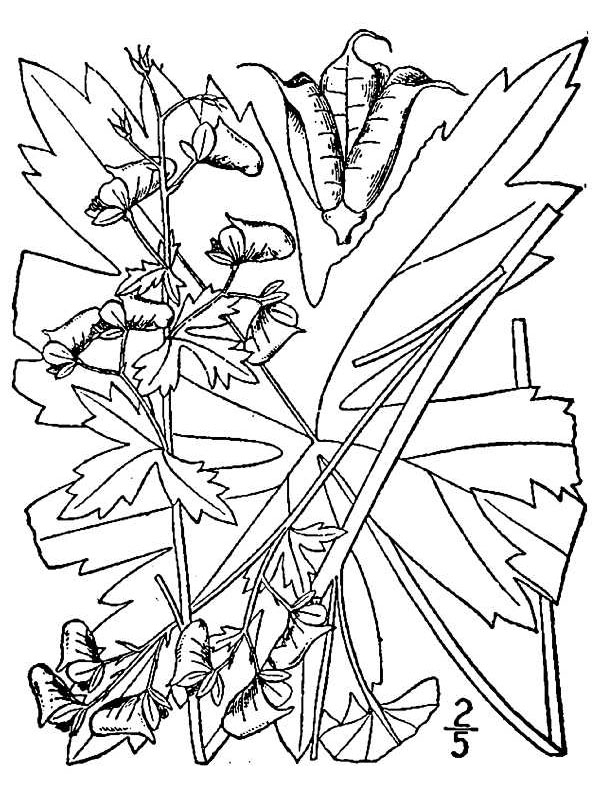
Aconitum reclinatum
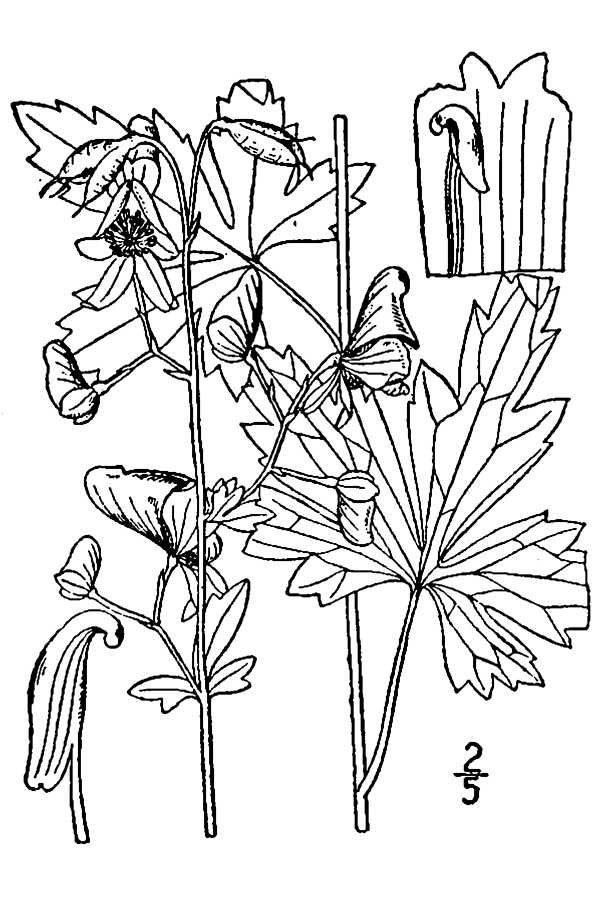
Aconitum uncinatum
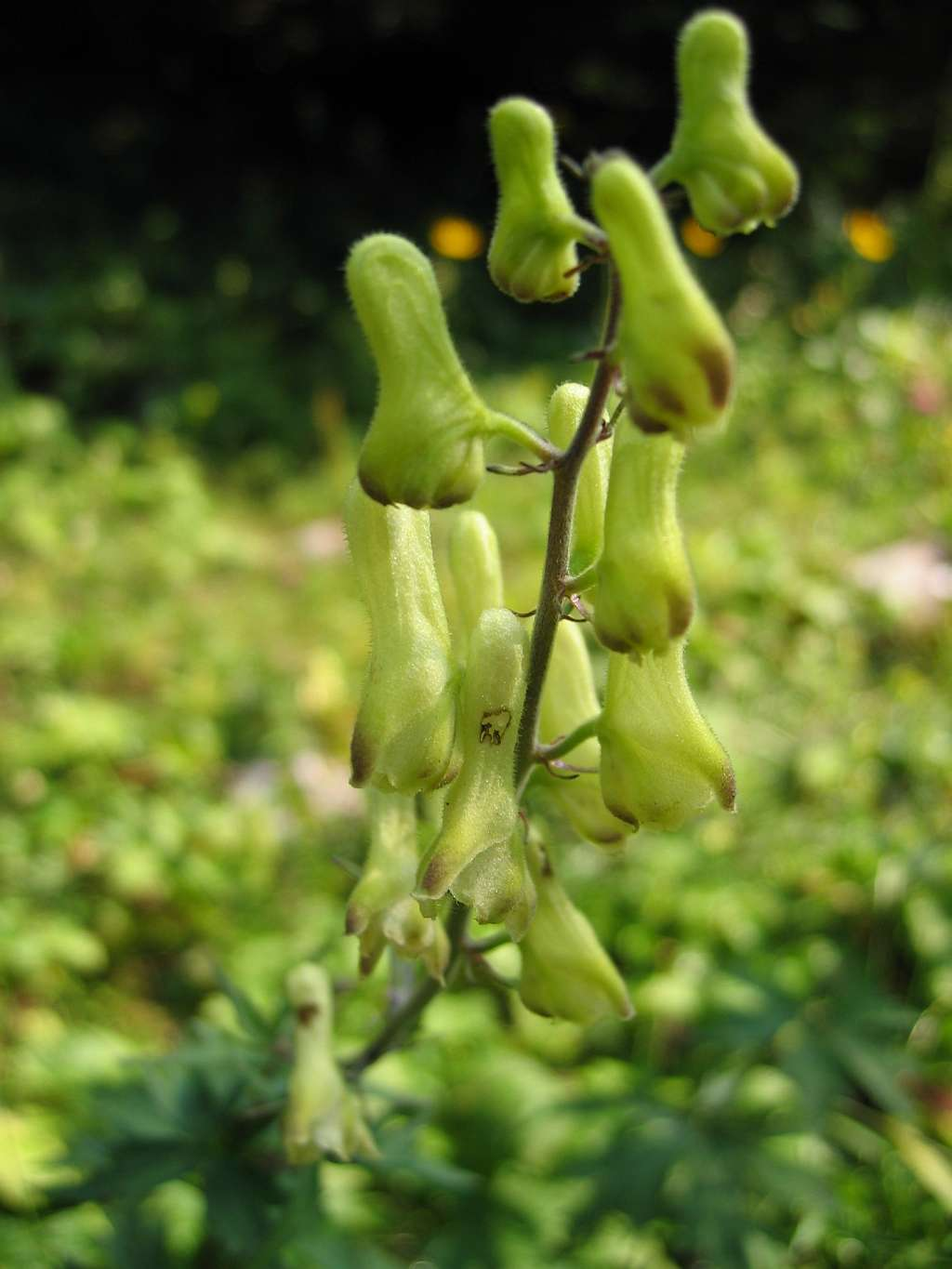
Aconitum vulparia

## Kweek
Monnikskap kan vermeerderd worden door knolvorming. Voor de kweek van de plant kan het beste vochthoudende, licht beschaduwde grond worden gebruikt. Ook in de zon kunnen de planten goed gedijen, mits de grond niet uitdroogt. Het planten kan het beste gebeuren in het najaar of vroeg in het voorjaar. De bloeitijd loopt van juli tot en met september. Monnikskap vindt toepassing in de siertuin en wordt ook wel geoogst als snijbloem.

## Risico's
Veel soorten planten in dit geslacht zijn sterk giftig. Dat geldt voor alle delen, zelfs voor de honing. Ze bevatten het gif aconitine, een alkaloïde en sporen van verwante alkaloïden. Zelfs sap van de plant op de huid kan een heftige reactie teweegbrengen.

## Ecologie
Soorten in dit geslacht dienen als waardplant voor onder andere de egale dwergspanner (Eupithecia absinthiata), Eupithecia coagulata, Heidedwergspanner (Eupithecia satyrata), boksbaardvlinder (Amphipyra tragopoginis), Blepharita amica, ridderspooruil (Periphanes delphinii), gelduil (Polychrysia moneta) en de bladroller Aterpia charpentierana.
Het is ook de primaire voedselbron voor Bombus consobrinus.

## Culturele invloed
Aconitum komt in een aantal culturele uitingen voor, zoals:
- In de Griekse mythologie probeerde Medea Theseus te vergiftigen met een beker wijn met monnikskap. Zijn vader Aigeus greep echter in toen hij zijn zoon herkende aan zijn zwaard.[12]
- In de Griekse mythologie ontvoerde Herakles de hond Kerberos uit de onderwereld. De hond schrok zo van het buitenlicht, dat gif spoot uit zijn met slangenkoppen bedekte huid. Op de plekken waar het gif terechtkwam schoot een plant uit de grond: monnikskap.
- Shakespeare noemt aconitine in Hendrik IV, deel twee akte 4, scene 4, samen met buskruit
- Het kyōgen (traditionele Japanse komedie) toneelspel Bushi (附子, "Gedroogde monnikskapwortel"), draait om aconitine.
- Monnikskap is volgens de legende een middel tegen weerwolven.[13]
- Monnikskap speelt een centrale rol in Het gemene gewas, een historische detectiveroman van Ellis Peters.